# Sisyrophyta
Sisyrophyta là một chi bướm đêm thuộc họ Geometridae.